# 李承鹏
李承鹏（1968年9月22日—），四川成都人，著名足球记者、评论员，昵称「李大眼」，知名作家、时评人。

## 生平
李承鹏早年父母离异。生于新疆哈密(新疆生产建设兵团)， 1990年毕业于四川师范大学中文系。曾任《四川体育报》记者、《成都商报》体育部主任，后就职于《足球报》，任专题部主任。2001年与四川全兴足球队总经理许勇合作创办《21世纪体育》，但很快率众离开并回归《足球报》，2008年因《体坛周报》记者马德兴等毁谤其被富婆包养与该报发生诉讼，并于2009年胜诉，2010年因所著《中国足球内幕》称“足球教练陈亦明开盘坐庄赌球”而与陈亦明发生诉讼，从该报辞职。2014年9月前往美国哈佛大学作访问学者一年。
风格早先主要以评论中国足球为主，兼评房地产及其他内容。现在以时政评论为主。

## 事件

### 足协封杀央视风波
2008年1月3日播出的《足球之夜》节目中，央视体育频道请来中國的一些专家做嘉宾，对中国足协和足协负责人谢亚龙2007年的工作进行一番评价，结果，专家们的评价大多不高，李承鹏给谢亚龙打了不及格，只有前中国女足新闻官孟洪涛打了良好。
短短一分钟的打分节目，惹恼了足协。很快，国家队就对此作出了回应，决定暂停央视《足球之夜》栏目采访国家队世预赛备战期的资格，对于《足球之夜》这种做法，国家队方面表示，是不客观的、难以接受的，危害了国家队形象。

### 新书签售会遇袭
2013年1月13日下午5时左右，李承鹏在中关村图书大厦出席新书签售活动时遭遇两次袭击。第一次是50多岁的山东律师尹国明突然朝李承鹏打了一掌，然后边跑边骂汉奸。李承鹏事后打算翻过桌子还击，但被人劝住。随后保安将打人者控制，海淀警方接警后迅速赶到现场，将打人者带回派出所审查。第二次发生是临近结束的时候，一名男子将一把菜刀扔向李承鹏，所幸李承鹏闪开。据目击者透露，菜刀当时用红纸包着刀，从李承鹏左边擦耳飞过，差点擦到他。由于处理被打事件的警察还在现场，故扔刀男子迅速被警察控制。

### 参选人大代表
2011年，李承鹏宣布将于本年9月，以公民身份参选成都武侯区人大代表，成为中国大陆为数不多的几个“人大代表独立参选人”，李承鹏参选人大代表虽然有超过10人的选区选民签名，但却因为审核未通过无法获得候选人资格。

### 方舟子論戰
方舟子指责平时大喊打倒房地产商的李承鹏，其实私下与特定房地产商过从甚密，并表示李承鹏为房地产商“写软文”，涉嫌虚假宣传。同时方舟子承认開始起底調查李承鹏是因为他帮孙海峰说话。

## 著作
- 《你是我的敌人》
- 《寻人启事》
- 《左一刀右一刀》
- 《甲A十年》
- 《手起刀不落》
- 《中国足球内幕》
- 《李可乐抗拆记》
- 《李可乐寻人记》
- 《全世界人民都知道》（ISBN 9787513310369）

## 客串电影
- 《命运呼叫转移》
- 《李可乐寻人记》